# (15088) Licitra
(15088) Licitra est un astéroïde de la ceinture principale découvert par LINEAR le 10 février 1999.

## Orbite
Licitra a un aphélie de 2,67 UA et un périhélie de 2,00 UA. Il met 1310 jours pour faire le tour du Soleil. Son inclinaison est de 7,08°.

## Caractéristiques
Sa magnitude absolue est de 14,5.